# Ping-Pong Club
Ping-Pong Club (яп. 行け!稲中卓球部 Икэ! Инатю таккю-бу, Вперёд! Секция пинг-понга средней школы Инахо) — японская манга, автором которой является Монору Фуруя. В 1996 году манга получила премию Коданся, как лучшая манга общей тематики. Всего выпущено 13 томов.
На основе сюжета манги студией Grouper Productions был выпущен аниме-сериал, который транслировался по телеканалу TBS с 6 апреля по 28 сентября 1995 года. Сериал был лицензирован компанией Central Park Media для показа на территории США. Всего выпущено 26 серий аниме. Каждая серия длительностью в 25 минут разделена на 2 истории по 12-14 минут. Позже сериал был выпущен в США в 5 DVD изданиях.

## Сюжет
Действие разворачивается вокруг школьников, которые входят в клуб школьной секции пинг-понга. Им предстоит вместе бороться за сохранение клубной команды, принимать участие в соревнованиях и самое главное не потерять ни одного члена, так как если в клубе останется меньше 6 человек, то по школьным законам клуб будет расформирован.

## Персонажи
Маэно
Сэйю: Косукэ Окано
Лидер клуба пинг-понга. Имеет странную манеру общается посредством «зада», которым он очень гордится. Полагает, что его поведение привлечёт таким способом девушек, и, как ни странно, действительно привлекает.
Хироми Идзава
Сэйю: Такуми Ямадзаки
Член клуба пинг-понга. Имеет странную причёску из-за чего часто становится объектом насмешек. Он очень добрый и заботливый человек, живёт по законам рыцарства, и несмотря на это сексуально озабоченный. Очень любит бокс и носит причёску, повторяющую стиль Джо Ябуки из популярного сериала Ashita no Joe. Хироми и Маэно постоянно играют игры, в которых Идзава всегда выступает в роли женщины. Лучший друг Маэно и имеет странные с ним отношения, ближе к любовным.
Такэда
Сэйю: Цутому Такаяма
Член клуба пинг-понга. Влюблён в девушку по имени Киёко. В одном из серий аниме он всё время ласкает ей грудь, в то время, как Идзава, Маэно и Танака скрываются голыми в шкафчике.
Юсукэ Киносита
Сэйю: Сусуму Касэда
Член клуба пинг-понга. Он самый популярный парень в школе и постоянно сбегает от толпы девушек. В одной серии Маэно и Идзава переодевают его как девушку и к «ней» начинает приставать Танака.
Танака
Сэйю: Ясухиро Такато
Член клуба пинг-понга. Самый низкий из всех главных героев. Из-за его очень стройного и слабого телосложения, многие принимают его за девочку. Сексуально озабоченный и всегда обращается к девушкам, будто является их «мамой».
Митчелл Горо Танабэ
Сэйю: Масато Амада
Наполовину американец и японец. Имеет светлые волосы и голубые глаза. Когда видит друга в беде, всегда стремится помочь. Очень добрый и ранимый. Имеет большие проблемы с запахом, который отбивается только бассейном или дезинфицирующим средством.
Киоко Ивасита
Сэйю: Сакура Уэхара
Работая не покладая рук, получила должность управляющего клубом, потому что директор школы надеялся, что это поможет ей избежать неприятностей. Она едва терпит выходки мальчиков-подростков, постоянно пытающихся влезть в ее трусики. В эпизоде "Пылающий дух" она доказывает, что обладает невероятными мотивационными, когда она предлагает лучшему игроку делать с её телом, все что он захочет на протяжении месяца. Предложение помогает пробиться нижеприведенной посредственной команде в финал города.
Тиёко Камия
Сэйю: Нанами Куросаки
Застенчивая девушка, влюбленная в Киноситу. Старается улучшить свои навыки игры в пинг-понг, чтобы привлечь его внимание. Но ее ошибка в том, что она просит помочь обучить ее игре Идзаву, а мечта того — найти девушку, которая будет подчиняться каждому его слову, так что он не может удержаться от использования своей позиции «учителя».